# Companyia del Canal de Suez
La Universal Suez Ship Canal Company (francès: Compagnie universelle du canal maritime de Suez o, simplement, Compagnie de Suez), en català Companyia Universal del Canal Marítim de Suez o, simplement, Companyia del Canal de Suez, va ser l'empresa que va construir el Canal de Suez entre 1859 i 1869. Va ser formada per Ferdinand de Lesseps el 1858, i fou propietat i va estar operant el canal durant molts anys a partir de quan es va obrir el 1869. Inicialment, els inversors privats francesos eren la majoria dels accionistes, i Egipte també tenia una participació significativa. L'empresa existeix avui en dia, després d'una sèrie de fusions, com GDF Suez. Avui, però, el canal és operat per l'Autoritat del Canal de Suez.

## Aspectes generals
Quan Ismail Pasha es va convertir en wali d'Egipte i el Sudan en 1863, es va negar a ratificar les concessions a l'empresa del Canal realitzat pel seu antecessor Said. El problema es va portar durant 1864 a l'arbitratge de Napoleó III, que va atorgar 3.800.000 £ a l'empresa com a compensació per les pèrdues en què incorrerien pels canvis en la concessió original que Ismail va exigir. Durant 1875, una crisi financera va obligar a Ismail a vendre les seves accions al govern britànic per només £ 3.976.582. 
La companyia operava el canal fins a la seva nacionalització pel president d'Egipte Gamal Abdel Nasser el 1956, que va conduir a la Crisi de Suez. Després de la nacionalització el patrimoni de la companyia fou transferit a l'Autoritat del Canal de Suez (Suez Canal Authority). La societat expropiada va rebre importants indemnitzacions, ja que tenia la concessió fins al 1968, llavors es va rebatejar com Compagnie financière de Suez (1958) i es va reconvertir participant en inversions en múltiples sectors de l'economia. El 1962, Egipte va fer els seus pagaments finals pel canal a la Companyia Universal del Canal de Suez i va prendre el control total del Canal. 
El 1997, la companyia es va fusionar amb Lyonnaise des Eaux per formar Suez SA, que més tard es va fusionar amb Gaz de France el 22 de juliol de 2008 per a formar GDF Suez

## Disputes
El 1938, Benito Mussolini va exigir que Itàlia tingués una esfera d'influència al Canal de Suez, demanant expressament que el representant italià fos col·locat en el Consell d'Administració de la companyia. Itàlia es va oposar al monopoli francès sobre el Canal de Suez, perquè sota la dominació francesa de la companyia de tot el trànsit comercial italià a la seva colònia de l'Àfrica Oriental Italiana es va veure obligat a pagar els peatges a l'entrar al canal.
El 26 de juliol de 1956, el govern egipci va anunciar la seva intenció de nacionalitzar l'empresa de Suez, propietat dels francesos i els britànics, i també va tancar el canal a tota la navegació israeliana. Això va resultar en la Crisi de Suez.

## Presidents de la Companyia del Canal de Suez (1855-1956)
Abans de la nacionalització:
- Ferdinand De Lesseps, (1855-1807 de desembre 1894)
- Jules Guichard (17 desembre 1892 a jul 17, 1896) (en funciona, actuant per Lesseps fins al 7 de desembre 1894)
- Auguste-Louis-Albéric, príncep d'Arenberg (3 d'agost de 1896 fins 1913)
- Charles Jonnart (19 de maig 1913-1927)
- Louis de Vogüé (4 d'abril de 1927 a 1 de març de 1948)
- François Charles-Roux (4 d'abril de 1948 fins 26 de juliol de 1956)